# ОӀ
ОӀ оӏ – dwuznak cyrylicy używany do pisma języka cachurskiego.

## Używanie
Dwuznak jest używany w języku cachurskim i służy do przekazania samogłoski półkrzymkniętej zaokrąglonej /oˤ/.